# Anolis peraccae
Anolis peraccae este o specie de șopârle din genul Anolis, familia Polychrotidae, descrisă de Boulenger 1898. Conform Catalogue of Life specia Anolis peraccae nu are subspecii cunoscute.